# Абдраимов, Фархат Нурсултанович
Фарха́т Нурсулта́нович Абдраи́мов (каз. Фархат Нұрсұлтанұлы Әбдірайымов, 21 января 1966, Алма-Ата — 21 мая 2021, Тбилиси) — казахстанский актёр.

## Биография
Родился 21 января 1966 года в Алма-Ате в смешанной семье. Отец — Абдраимов Нурсултан, казах. Мать — Абдраимова Ушухан Мамедовна, уйгурка. Происходил из рода Суан Старшего жуза. В 1988 году окончил факультет технологии и организации общественного питания Алма-Атинского технологического института и получил профессию инженера-технолога. С 1988 года занимал должность директора ресторана «Турист». С 1994 года по момент смерти являлся актёром Казахской кинофабрики им. Ш. Айманова (ныне АО «Казахфильм» им. Ш. Айманова). С 2005 года был членом Союза кинематографистов Кыргызстана. Двукратный лауреат казахстанской общественной премии «Народный любимец» (2011, 2012). Увлекался бильярдом, с 2001 года по момент смерти являлся вице-президентом Федерации бильярдного спорта РК. С 2007 года являлся членом бюро политического совета НДП «Нур Отан».
Скончался 21 мая 2021 года в Тбилиси на съёмках из-за инфаркта миокарда. Похоронен 23 мая 2021 года на Кенсайском кладбище Алма-Аты.

## Личная жизнь
Фархат Абдраимов был женат. Вдова — Абдраимова Виктория (1971 г. р.), бухгалтер. Сыновья — Абдраимов Асан (1991 г. р.), Абдраимов Темирлан (2003 г. р.).

## Фильмография
- 1996 — «Перекрёсток» (телесериал) — пожарный инспектор (серия 5)
- 1996 — «Тот, кто нежнее» — бандит (реж. Абай Карпыков)
- 1996 — «Шанхай» (реж. Александр Баранов)
- 1997 — «Аксуат» (Япония — Казахстан, реж. Серик Апрымов)
- 1998 — «Волшебный спонсор» (реж. Асия Сулеева)
- 1998 — «Омпа» — (реж. Сатыбалды Нарымбетов)
- 1998 — «Суп из французских лягушек», (реж. Геннадий Земин)
- 1998 — «Фара» — Фара (реж. Абай Карпыков)
- 2004 — «Сага древних булгар. Сага о любви дочери Чингисхана» (реж. Булат Мансуров)
- 2006 — «Человек — ветер» — хоким (реж. Куат Ахметов)
- 2007 — «Застава» — наркобарон Аюб-хан (реж. Владимир Брагин)
- 2008 — «Полиция Хоккайдо. Русский отдел» — босс мафии (сериал «Мосфильма», реж. Всеволод Шиловский)
- 2010 — «Ирония любви» — тренер (реж. Александр Черняев)
- 2010 — «Любовь под прикрытием» — покупатель пингвина Сергей Фархадович (реж. Александр Баранов)
- 2010 — «Сказ о розовом зайце» — дядя Джайбархан (реж. Фархат Шарипов)
- 2010 — «Однажды в багажнике» — авторитет Ахмедья  (реж. Серикбол Утепбергенов)
- 2010 — «Возвращение в «А»» (Настоящий полковник, Кара майор) — продюсер фильма  («Мосфильм» — «Казахфильм», реж. Егор Кончаловский)
- 2012 — «Книга легенд: таинственный лес», (реж. Ахат Ибраев)
- 2012 — «Однажды» (Россия, реж. Ренат Давлетьяров)
- 2013 — «Инопланетяне ни при чём» (реж. Фархат Шарипов)
- 2015 — «Рэкетир 2» — Маке (Казахстан, реж. Акан Сатаев)
- 2015 — «Так сложились звёзды» — Шеф-повар (Казахстан, реж. Сергей Снежкин)
- 2018 — «Братухи» — Смотрящий (Казахстан, реж. Арман Юсупов)
- 2018 —  «Темур» — Орёл (Узбекистан, реж. Нодир Муминов)[2]
- 2018 — «Той любой ценой» —Таке (Казахстан, реж.Канагат Мустафин, Айдын Самахан)[3]
- 2019  — «Анажан» — Серик (Казахстан, реж. Айдын Самахан)[4]
- 2018 — «По любви» — (Казахстан, реж. Александр Гольцев)
- 2021 — «Ага» — Кайсар (Казахстан, реж. Фархат Серкебаев)
- 2021 — «Больше, чем любовь» (реж.Женис Туматаев, Георгий Кикалеишвили)
- 2024 — Кажымукан – чемпион мира / Қажымұқан — Шпрехшталмейстер (Казахстан,реж. Канагат Мустафин)[5]

## Участие в клипах
2018 — Мадина Садуакасова «Алыстама»

## Призы и награды
- 1996 — Приз кинопрессы России «Лучший актёр 1996 года», Москва (совместно с Сергеем Бодровым-младшим).
- 1999 — Приз «Серебряный Святой Георгий» за лучшую мужскую роль в фильме «Фара» на 21 Московском Международном кинофестивале.
- 2000 — Премия «Алтын Адам» в номинации «Кинозвезда года»[7]
- 2003 — Почётная грамота президента Республики Казахстан.
- 2011 —  Общественная премия «Народный любимец»[8]
- 2012  — Общественная премия «Народный любимец»[8]
- 2014 — Орден Курмет[9].
- 2016 — Медаль «25 лет независимости Республики Казахстан».